# شهرستان بارتون (میزوری)
شهرستان بارتون، میزوری (به انگلیسی: Barton County, Missouri) یک سکونتگاه مسکونی در ایالات متحده آمریکا است که در میزوری واقع شده‌است.